# 孙中山铜像 (武汉市三民路)
孙中山铜像，又称三民路孙中山铜像，当地人俗称铜人像，位于湖北省武汉市江汉区三民路南端，落成于1933年（民国22年）6月1日。这座孙中山雕像建成至今一直是汉口老城区的地标之一，并先后被列为武汉市及湖北省文物保护单位。

## 概述
该铜像立于三民路、民族路、民权路三条马路交汇处的广场中心。雕塑基座上所塑造的孙中山，其着中山服、右手执杖，面向三民路和中山大道。铜像高2.15米，由江小鹣设计塑造。像座高4米，材质为湖南麻石，由市工务局营造商李万和施工。其中，除面向三民路侧基座上书“孙中山先生之像”外，余下三面为吴国桢撰写的像赞及序。1933年4月下旬工程全部竣工。同年6月1日上午9时，举行揭幕典礼。:文物古迹

## 修建始末

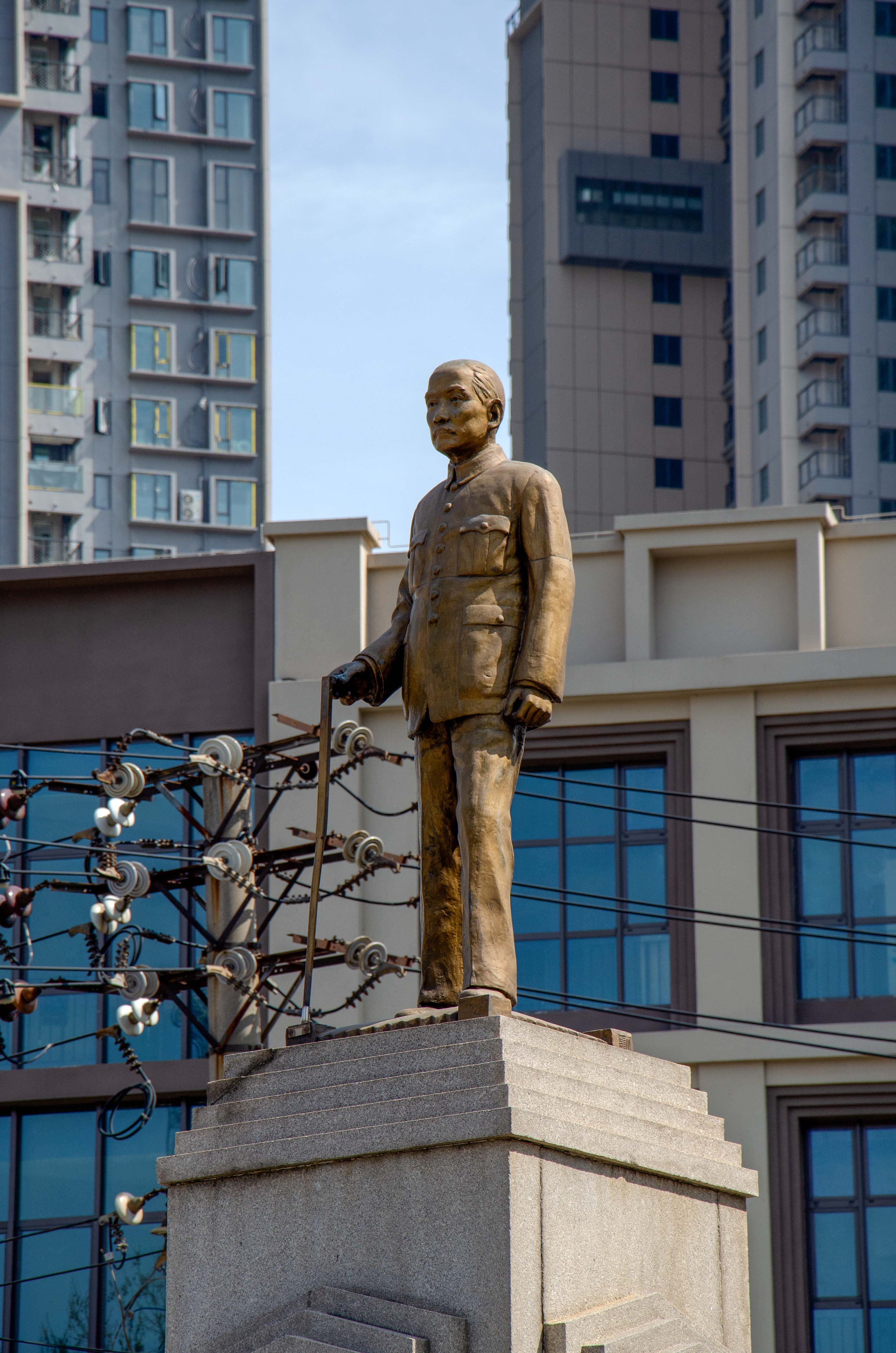
铜像细节

### 背景
民國15年（1926年），國民革命軍北伐攻下武漢三鎮，民國16年（1927年）合并三鎮爲武漢市，並定都於此。隨後國民政府在武漢開展了一系列的市政規劃，国民政府先后制订《武汉特别市建设规划》和《汉口都市计划》。此后在1920年代末至1930年代初，武汉特别市政府先后在汉口华埠建成几条现代化街道，分别命名为民生路、民权路、民族路、三民路，用以纪念孙中山及其所倡导的三民主义。并于期间在三民、民族、民权三路交汇处设置一座，即六渡桥磨盘。

### 提案与商定
关于孙中山铜像的铸造，有记载称早在民国16年（1927年）便已经被提案，1927年3月10日，武汉召开了国民党二届三中全会，会议期间提出在武汉塑造孙中山铜像。后至民国18年（1929年），改由时任汉口特别市市长刘文岛、财政局长吴国桢等人筹建。当年，吴国桢遣其胞兄吴国柄（时任工务局工程师，负责汉口都市规划）前往上海同江小鹣会面共商塑像事宜。
但后来有研究查阅会议记录发现，国民党二届三中全会会议期间并无有关提案。在当时有记载的市政会议里也并无修筑铜像的议案。而首次正式提出铜像的设立是在汉口特别市政府在民国19年（1930年）1月28日召开的第42次市政会议中（与此同时提出的还有蒋中正铜像），当时拟将两座铜像设立在汉口中山公园门口。在4月3日第51次市政会议上，社会局提议召开两天义务赛马会以筹集资金，国民党湖北省党部亦发函希望汉口特别市政府全体机关职员捐出月薪的5%以作为经费。因汉口市政府自身亦困难，4月11日的第52次市政会议上婉拒了湖北省党部的提议。直到5月29日，市政府才同意与江小鹣订立合同。
民国19年（1930年）7月10日第63次市政会议上，又将孙中山铜像的位置改在沿江马路（今沿江大道）江汉关前的空地。11月27日第81次市政会议正式将三民、民族、民权三路交汇处的环岛定名为“中圆”。直到当年12月出台的《汉口市政府民国二十年一、二、三三个月行政计划》中方才明确将先总理铜像设置在中圆内，预估次年3月可完成。在《汉口市政府民国二十年四、五、六三个月行政计划》中明确且详细地提出了铜像细则。

### 建造与揭幕
民国20年（1931年）2月5日第88次市政会议上工务局报请通过铜像方案并电催江小鹣速成。2月12日第89次市政会议，汉口市政府审定通过了方案报告，至此汉口市政府正式准备在六渡桥磨盘建造孙中山铜像。此内容与赞文内容吻合。
民国二十年，前市长刘公文岛，拟于市立三民路口为先生建立铜像……
——吴国桢《孙中山先生之像赞文并序》
但因诸如当年间三镇水害、刘文岛离任等多种原因，资金筹措困难，最后停工。民国21年（1932年）10月，吴国桢接任汉口市市长，在向各方筹资之下终于当年12月奠基动工，并于民国22年（1933年）4月完工。
……会市制变更、刘公他调，继以水患，工遂中辍。……
——吴国桢《孙中山先生之像赞文并序》
民国22年（1933年）6月1日，吴国桢邀请武汉三镇各界为孙中山铜像揭幕。

## 影响及事件

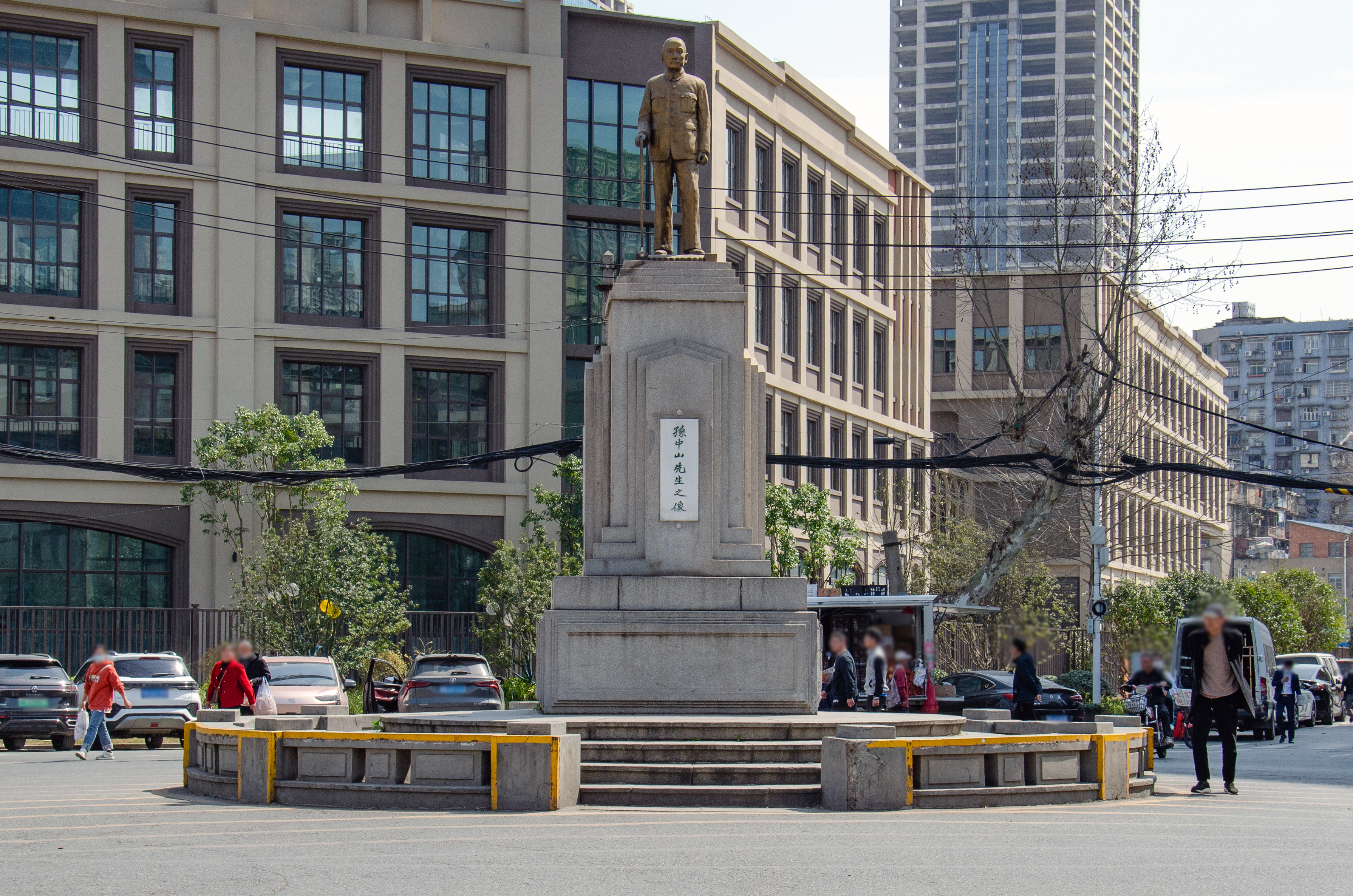
从三民路路口望向雕像正面

雕像建成后至今一直是汉口老城区的地标，被武汉人称作“铜人像”。一度“铜人像”扩大为地理区域的指代，与六渡桥并行，也具有一定的政治意义。

### 影响
自铜人像建成后，其底座常被用做告示栏，无论法院判决、政治传单，或是宗教图符、青红帮联络信息，都曾在底座上出现。另外，六渡桥磨盘也云集了各种类型的摊贩及小工。久之，铜人像还被用作裁判所，一些个人或商业的争端也会在铜人像下，或是在言语中提及铜人像来解决。甚至还成为了签订契约时的公证。
这可是铜人像都晓得的啊！
——一则签订契约后确保契约有效的言语
另外，1958年9月20日，在汉口三民路铜人像与武昌水果湖间走行的1路电车开始运营，这是武汉第一条无轨电车线路。受电杆连着雕像四周架空电线（接触网）的无轨电车绕着六渡桥磨盘折返的画面也成为了附近居民的记忆之一。

### 事件
在日军进犯华北，“一·二九”运动爆发后，民国24年（1935年）12月，武汉三镇各学校举行罢课游行示威以陈抗日救国之望。23日，三镇学生在汉口会师，并在游行结束后在铜像举行大会。此间光未然曾跳上铜像台座发表演讲。民国27年（1938年）7月7日，由于日军即将兵临武汉三镇，由周恩来任副部长，郭沫若任第三厅厅长的国民政府军事委员会政治部在汉口举行了募捐活动，三民路孙中山铜像是其中一个献金点。日军占领期间，日军曾俘获几名美军飞行员并在铜人像示众，甚至浇上汽油点火戏弄。1949年解放军四野进驻武汉，汉口百姓在铜人像迎接解放军进城。在文化大革命期间，铜人像也是经常开展批斗会的地点之一。

## 保护

### 文物保护
1983年，汉口三民路孙中山铜像偕同武昌阅马场孙中山铜像列为武汉市文物保护单位。1992年，武汉市文博系统对雕像底座进行了修缮。1992年12月16日，列为湖北省文物保护单位。
其保护范围为：孙中山先生铜像及周边一定范围。以孙中山先生铜像基座为中心，四周均向外延伸30米。
其建设控制地带为：以保护范围为界，四周均向外延伸20米。

### 吴国桢撰像赞并序
文化大革命中，雕像周围由吴国桢撰写的像赞并序被覆盖抹去。:文物古迹此后像赞并序原文一度散佚。最终，武汉市文史研究员徐明庭在家中发现其祖父曾誊抄的全文并将其发表在《老武汉丛谈》中，依据此誊抄文本内容，武汉市文物保护部门在像座上重刻了全文。
2019年3月19日，《长江日报》第9版刊登《“铜人像”碑文现多处错误  参事胡全志建议原貌修复》一文。文中提及有市民根据1933年6月1日报纸《太阳灯》所刊内容及8日上海《新闻报》内容反映，位于汉口三民路路口的孙中山铜像上的碑文序及赞，至少有7处错写漏写。武汉市政府参事胡全志就此提交了《关于原貌修复三民路孙中山铜像的建议》。当年，武汉市有关部门依照该建议对像赞并序进行了重修。
2019年重修修改的内容如下：
| 碑数     | 列数 | 修改前 | 修改后 |
| -------- | ---- | ------ | ------ |
| 東側第一 | 第六 |        |        |
| 東側第一 | 第七 |        |        |
| 南側第二 | 第一 |        |        |
| 南側第二 | 第二 |        |        |
| 南側第二 | 第五 |        |        |
| 西側第三 | 第一 |        |        |
| 西側第三 | 第一 |        |        |
| 西側第三 | 第二 |        |        |
| 西側第三 |      |        |        |
| 西側第三 | 第五 |        |        |
| 西側第三 |      |        |        |
| 西側第三 | 第七 |        |        |

### 铜像手杖
在《“铜人像”碑文现多处错误  参事胡全志建议原貌修复》一文内容中，还提及了铜像手杖问题。该报道报出后在本地互联网社群中引起轩然大波，就铜像起初究竟有无手杖一问产生了很大的争议。最后徐明庭的弟子，武汉图书馆馆员王钢搜寻到了《太阳灯》中所刊最初落成时的照片，确定当时孙中山形象并未有手杖方才结束争论。经综合考证，该手杖为1965年所加。

## 脚注
1. 1 2  , 武汉市人民政府, 1983年4月7日
2. 1 2 3  武汉市志 文物志（1990年），第136-137页
3. 1 2  武汉年鉴（1985年）
4. 1 2 3 4  江漢區志（2007年），第782页
5. ↑  江漢區志（2007年），第946页
6. ↑  武汉地名志（1990年），第251页
7. 1 2  江漢區志（2007年），第54页
8. ↑  汉口民族路和三民路（2023年）
9. 1 2 3 4  汉口孙中山铜像建造始末（2019年）
10. 1 2 3 4  孙中山先生之像像赞（1933年）
11. ↑  武汉市志 财政志（1992年），第126页
12. ↑  江漢區志（2007年），第953页
13. 1 2  武汉地名志（1990年），第598页
14. 1 2 3 4  罗建华. . 辛亥革命网. 人文武汉.   [2024-03-24]. （原始内容存档于2024-03-24）.
15. ↑  汉阳区志（2009年），第23页
16. ↑  名人武汉足印 文化卷（2012年），第268页
17. ↑  江漢區志（2007年），第439页
18. ↑  武汉年鉴（1993年），第430页
19. ↑  湖北省人民政府.  . 维基文库. 1992年12月16日.
20. 1 2  湖北省人民政府办公厅.  . 维基文库. 2017年8月30日.
21. 1 2  吴明堂,陈迟. . 武汉市地方志编纂委员会办公室.   [2024-03-24]. （原始内容存档于2020-09-26）.
22. 1 2  金文兵. . 长江日报.   [2024-03-24]. （原始内容存档于2024-03-24）.
23. ↑  武汉年鉴（2020年），第86页

## 备注
1. ↑  为与武昌阅马场武昌起义军政府旧址门前的孙中山铜像区别开
2. ↑  汉口老城区，即今硚口、江汉、江岸三区辖境中中山大道及长江、汉江左岸之间的区域。
3. ↑  指民国19年7月汉口取消直辖
4. ↑  即刘文岛
5. ↑  即1931年江淮水灾
6. ↑  诸如“到铜人像评个理”、“这能拿到铜人像见光？”等言语
7. ↑  武汉方言，即“知道”。
8. ↑  现今电1路已改线不经铜人像。